# Gene Stratton-Porter
Œuvres principales
- Freckles (1904)
- A Girl of the Limberlost (1909)

Gene Stratton-Porter est une romancière, une photographe de la Nature et une productrice de films américaine, née en 17 août 1863 dans le Comté de Wabash (Indiana) aux États-Unis et morte en 6 décembre 1924 à Los Angeles (Californie). 

## Biographie
Née en 1863 dans l'Indiana, Geneva Grace Stratton est le douzième et dernier enfant de Mary (née Shallenberger) et Mark Stratton. Son père est fermier et pasteur méthodiste d’ascendance anglaise. Sa mère est d'origine suisse-allemande et meurt quand Geneva a onze ans. Geneva grandit chez divers membres de sa famille jusqu’à son mariage en 1886 avec Charles Porter, un droguiste qui deviendra par la suite un riche homme d'affaires. C'est à ce moment qu'elle raccourcit son prénom en Gene. Le couple n'aura qu'un enfant.
Elle a écrit plusieurs romans à succès en plus de chroniques pour des magazines nationaux tels que McCall's (en) et Good Housekeeping. Ses romans ont été traduits dans plus de vingt langues. On estime à cinquante millions le nombre de ses lecteurs dans les années 1910. Huit de ses romans ont été adaptés au cinéma, parmi lesquels A Girl of the Limberlost, son roman le plus célèbre (inédit en Belgique et en France).
Militante écologique, elle utilise son statut d'écrivain et sa célébrité pour demander le soutien du gouvernement pour la conservation du marais de Limberlost (Limberlost Swamp (en)) et d'autres zones humides de l'État de l'Indiana. 
Elle est également l'une des premières femmes à avoir fondé une Société de cinéma (en 1924) et produit des films.

### Romans
- 1903 : The Song of the Cardinal
- 1904 : Freckles

- 1907 : At the Foot of the Rainbow
- 1909 : A Girl of the Limberlost
- 1911 : The Harvester
- 1913 : Laddie
- 1915 : Michael O'Halloran
- 1921 : Her Father's Daughter
- 1923 : The White Flag
- 1925 : The Keeper of the Bees
- 1927 : The Magic Garden

## Adaptations au cinéma
Huit romans de Gene Stratton-Porter ont été adaptés au cinéma :
roman L'Énigme de Killvany (Freckles, 1904)
- 1917 : Freckles, réalisé par Marshall Neilan ;
- 1928 : Freckles, réalisé par James Leo Meehan ;
- 1935 : L'Enfant de la forêt, réalisé par Edward Killy et William Hamilton ;
- 1942 : Freckles Comes Home (en), réalisé par Jean Yarbrough ;
- 1960 : Les Pillards de la forêt, réalisé par Andrew V. McLaglen ;
- 1992 : City Boy, réalisé par John Kent Harrison (téléfilm).

roman A Girl of the Limberlost (1909)
- 1924 : A Girl of the Limberlost, réalisé par James Leo Meehan ;
- 1934 : Cœurs meurtris, réalisé par Christy Cabanne ;
- 1938 : La Fille adoptive, réalisé par William Nigh ;
- 1945 : The Girl of the Limberlost (en), réalisé par Mel Ferrer ;
- 1990 : A Girl of the Limberlost, réalisé par Burt Brinckerhoff.

roman The Harvester (1911)
- 1927 : The Harvester (en), réalisé par James Leo Meehan ;
- 1936 : The Harvester (en), réalisé par Joseph Santley.

roman Laddie (1913)
- 1926 : Laddie (en), réalisé par James Leo Meehan ;
- 1935 : Laddie, réalisé par George Stevens ;
- 1940 : Laddie, réalisé par Jack Hively.

roman Michael O'Halloran (1915)
- 1923 : Michael O'Halloran (en), réalisé par James Leo Meehan ;
- 1937 : 'Michael O'Halloran (en), réalisé par Karl Brown ;
- 1948 : Michael O'Halloran (en), réalisé par John Rawlins.

roman Her Father's Daughter (1921)
- 1940 : Her First Romance, réalisé par Edward Dmytryk.

roman The Keeper of the Bees (1925)
- 1925 : The Keeper of the Bees ; réalisé par James Leo Meehan
- 1935 : The Keeper of the Bees (en), réalisé par Christy Cabanne ;
- 1947 : Keeper of the Bees (en), réalisé par John Sturges.

roman The Magic Garden (1927)
- 1927 : The Magic Garden, réalisé par James Leo Meehan.